# Buha
Buha románul: Văleni, település Romániában, Erdélyben, Hunyad megyében.

## Fekvése
Lunka (Lunca) mellett fekvő település.

## Története
Buha korábban Lunka (Lunca) része volt. 1956-ban vált külön településsé 62 lakossal.
1966-ban 46, 1977-ben 32, 1996-ban 20, a 2002-es népszámláláskor pedig 12 román lakosa volt.